# سوزان دی
 سوزان دی (انگلیسی: Susan Dey؛ زادهٔ ۱۰ دسامبر ۱۹۵۲) یک هنرپیشه اهل ایالات متحده آمریکا است. وی بین سال‌های ۱۹۷۰ تا ۲۰۰۴ میلادی فعالیت می‌کرد.